# 野辺山高原

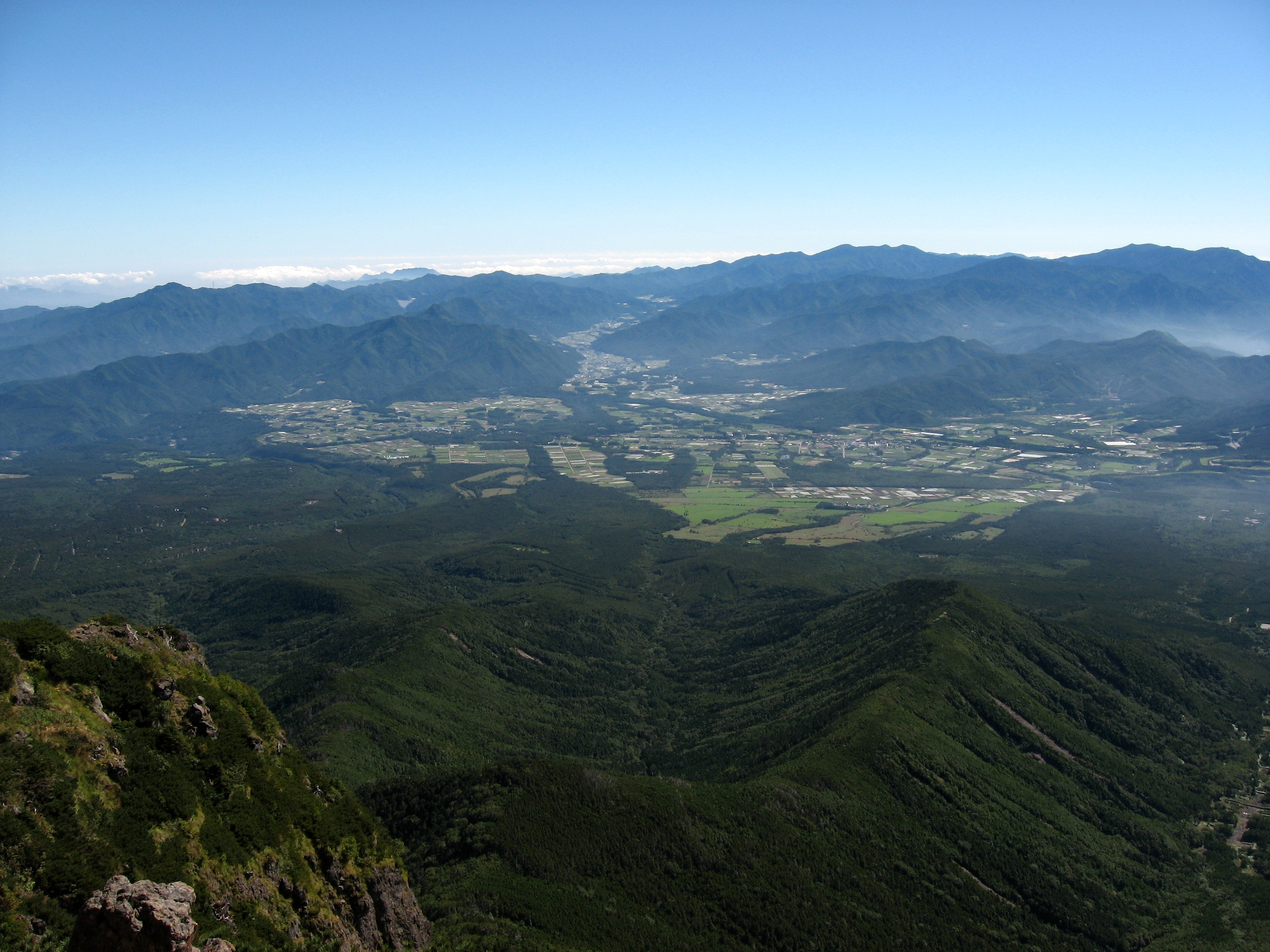
八ヶ岳山頂から見た野辺山高原

野辺山高原（のべやまこうげん）または野辺山原（のべやまはら）は日本・本州の中央部、八ヶ岳東麓の裾野、秩父山地の西端にある高原。長野県南佐久郡南牧村に属し、主に野辺山駅周辺の地域をいう。東隣の川上村を含むこともある。
スキー場や観光牧場など各種レジャー施設がある。JR小海線の野辺山駅は、JR線の駅で最も標高の高い所にあり（海抜1,345.67m）、その近くの清里・野辺山間の踏切が、JR最高地点（海抜1374.906m）になる。
電波天文学の国際的な拠点の一つである国立天文台野辺山宇宙電波観測所が置かれており、直径45mの電波望遠鏡をはじめ各種のパラボラアンテナが高原の風景の中に立ち並んでいる。また、信州大学農学部附属アルプス圏フィールド科学教育研究センター野辺山ステーション（旧・野辺山農場）、筑波大学農林技術センター八ヶ岳演習林といった教育・研究機関も立地する。
高原野菜が名産品で、野辺山高原レタス、野辺山高原キャベツがある。牧場があり、牛乳が産物となっている。冬は寒く、八ヶ岳おろしと呼ばれる風が吹くが雪は少ない。

## 歴史
野辺山高原は、近世初期まで家や集落がまったくなく、甲斐・信濃間の交通路としては、八ヶ岳南麓に甲斐から佐久方面に抜ける佐久甲州街道（現在の国道141号）や、戦国時代に甲斐武田氏が甲斐から信濃諏訪郡へ向かう道として整備されたとする棒道が通るのみであった。
そこで、江戸幕府は1606年（慶長11年）に板橋村、1686年（貞享3年）に矢出原新田を置き、冬の交通と旅人の安全の確保の任務を負わせた。村の農家は「とうね」（当歳馬＝馬齢0歳の馬）を主に生産し、明治時代に軍馬の生産が奨励されると飼育頭数は急増した。1886年（明治19年）には川上村原と南牧村海尻に牛馬競売市が開かれ、翌1887年（明治20年）には両者を統合して海ノ口市場ができた。島崎藤村の『千曲川のスケッチ』には当時の海ノ
口市場の賑わいが描かれている。また、2,500haの海ノ口牧場（1900年〔明治33年〕開設）を始めとして相次いで牧場が造られた。
大正時代に入るとキャベツや水稲栽培が試みられたが、多くの農家は馬の飼育と自給的農業を主に営んでいた。商業的農業が始まるのは、1934年（昭和9年）に菅平高原で栽培技術を学んだ若手開拓者らによるハクサイの試作が成功してからである。翌1935年（昭和10年）に野辺山高原蔬菜出荷組合が35名の組合員で組織され、1938年（昭和13年）には大滝農場が開かれ、養豚やジャガイモ・トウモロコシの栽培が行われるなど、商業的農業は拡大するかに見えたが、第二次世界大戦に突入したことで商業的農業は中断した。1941年（昭和16年）に文部省の学校連合訓練所が、1942年（昭和17年）に大日本帝国陸軍東部51部隊の野辺山演習地が開設され、1945年
（昭和20年）には学校連合訓練所が三重海軍航空隊の特攻隊訓練に使われるなど軍事色が強まった。
終戦後の1945年11月には「緊急開拓事業実施要領」に基づき、約170世帯が入植し、自給的農業に従事したが、厳しい気候条件と恵まれない土壌のため、開拓農家は約2年で50世帯まで減少した。そこで、7つに分かれていた開拓組合は1948年（昭和23年）に野辺山開拓農業協同組合に一本化された。1949年（昭和24年）の青果物統制の廃止、1950年（昭和25年）の朝鮮特需の後押しもあり、商業的農業が復興を果たし、ダイコンの栽培が増加した。野菜の栽培に使う堆肥を得るため、1953年（昭和28年）にニュージーランドから14頭のジャージー種（乳牛）が輸入された。同年、振興対策事業が始まり、野辺山駅前の46
戸が計画的に移転し、散村景観を呈するようになった。1960年代後半より牛乳価格の下落により酪農は衰退するが、野菜栽培は増加を続け、野辺山は日本を代表する高原野菜産地となった。

## 高原野菜栽培
高原野菜栽培の歴史的展開については歴史の節を参照。
1995年（平成7年）の統計では、南牧村の経営耕地面積1,565haのうち94%が畑であり、大規模農家（経営面積3ヘクタール以上の農家）の割合は45.3%に上る。また、年間の農産物販売金額が1,000万円を超す農家は55.9%に達する。野辺山が高原野菜栽培地域として発達した要因として、丸山（2000）は以下の7点を指摘している。
1. 混合農業の実行。
2. 振興対策事業により、基盤整備が行われたこと。
3. 機械化の推進と雇用労働力の確保。
4. 国や長野県による産地保護。
5. 予冷庫と保冷車の普及。
6. 高速輸送体系の整備。（小海線・中央自動車道）

## 観光地化

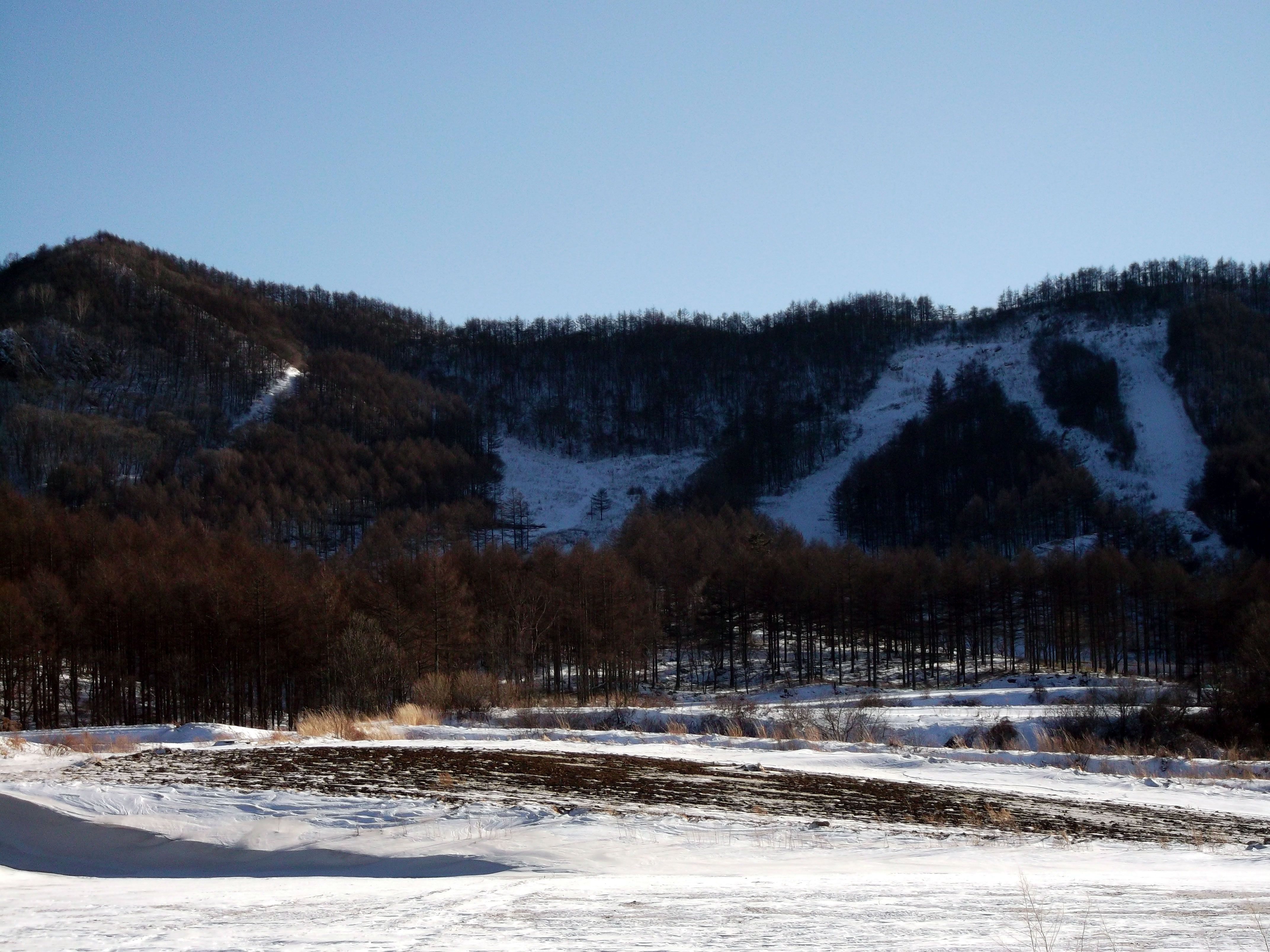
閉鎖後のレーソングキャンプ野辺山

中央自動車道の開通により、三大都市圏からの交通の便が良くなったことから、外部資本による観光地としての開発が進んでいる。例えば、1984年（昭和59年）開場の野辺山スキー場（後のレーシングキャンプ野辺山、2008年より休止）、1992年（平成4年）開場の野辺山ゴルフ場が挙げられる。

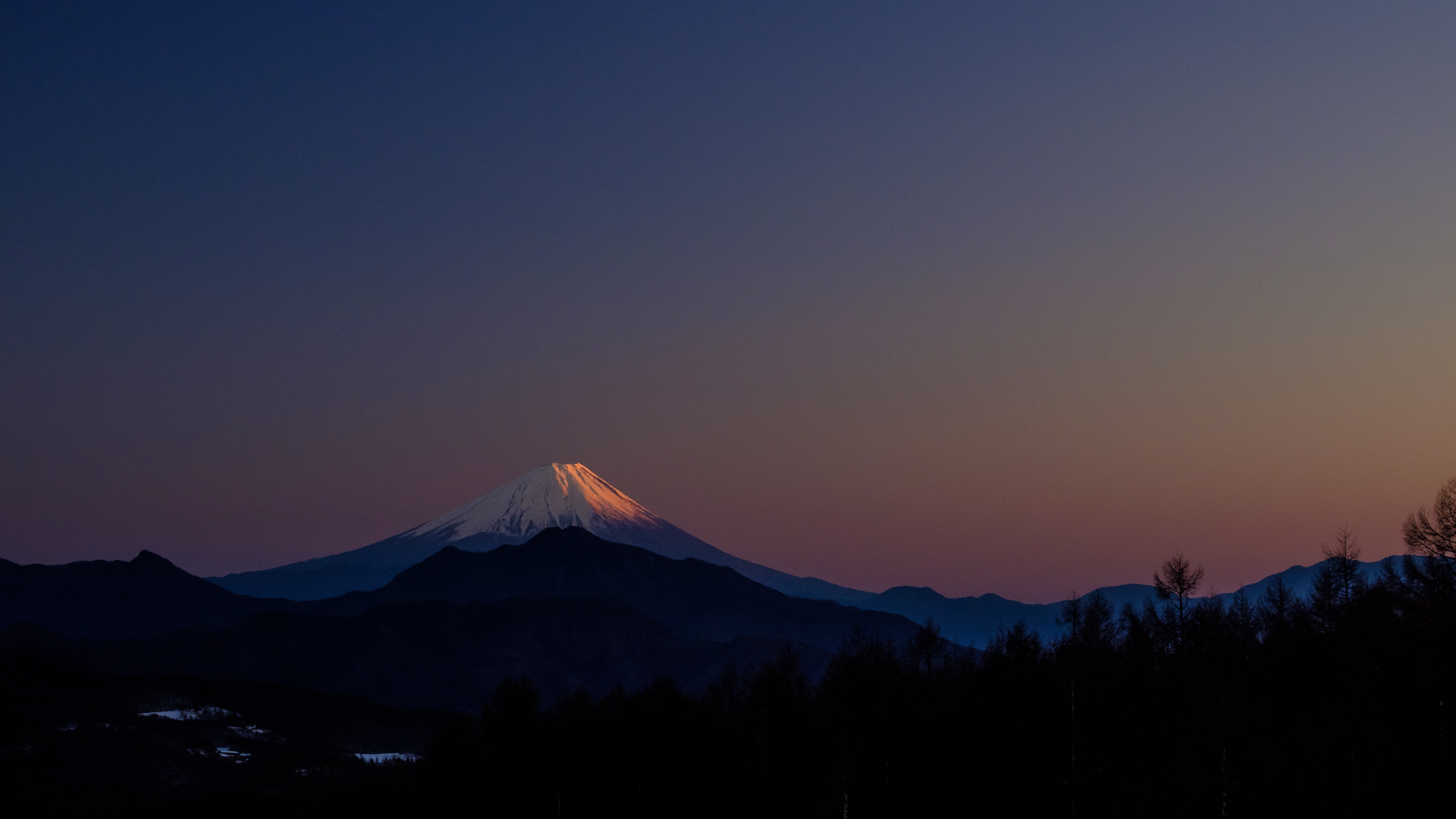
富士山を望む